# 紐布里奇
紐布里奇是位於愛爾蘭共和國基爾代爾郡的一座城市。據2011年人口普查，紐布里奇有人口21,561人 。紐布里奇是基爾代爾郡南部最大城市，也是愛爾蘭共和國第十五大城市。

## 位置
该镇位于利菲河 （River Liffey） 河畔。上游是 Athgarvan、Kilcullen 和 Blessington 等城镇，而下游是 Caragh、Clane 和 Celbridge 等城镇。
纽布里奇 （Newbridge） 西边是 Curragh 平原，西北是 Pollardstown Fen 和艾伦沼泽 （Bog of Allen） 和莫尔兹沼泽 （Moulds Bog）。Curragh 周围和东部是许多种马场。向南，高速公路现在形成了与城镇的边界。

## 外部連結
- GaelScoil Chill Dara (Irish Speaking School) （页面存档备份，存于）
- Kildare.ie Newbridge sub-site
- Kildare's genealogy services （页面存档备份，存于）
- Newbridge Tidy Towns Association （页面存档备份，存于）
- Newbridge Cycling Club[永久]
- Newbridge Rugby Club （页面存档备份，存于）